# 장베토

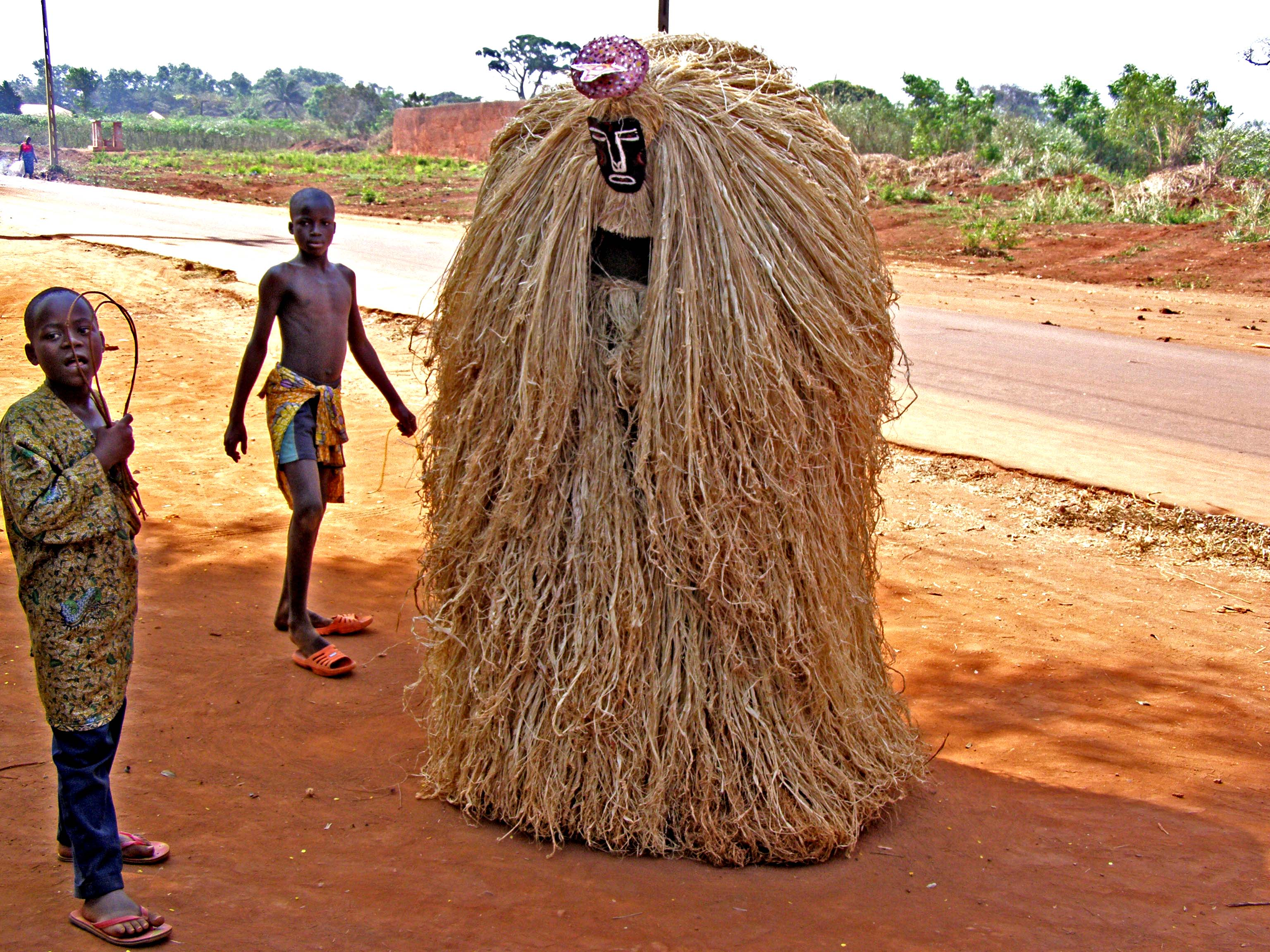
2006년 장베토의 모습

장베토(Zangbeto)는 베냉, 토고, 나이지리아의 오구(에군)족 사이에서 밤을 지키는 전통적인 부두교 수호자이다. 전통적인 경찰 및 보안 기관인 장베토 교단은 법과 질서를 유지하고 오구 공동체의 안전과 보안을 보장하는 임무를 맡고 있다. 이들은 높은 존경을 받고 있으며, 특히 밤에 거리를 순찰하며 사람과 재산을 감시하고, 범죄자를 추적하여 지역 사회에 소개하여 처벌하는 비공식 경찰 역할을 한다. 원래 적을 놀라게 하기 위해 만들어진 장베토는 도둑과 마녀를 탐지하고 법과 질서를 보호하기 위해 거리를 돌아다닌다.

## 설명
오구 사회의 지역 경계심과 지역 사회 치안에 대한 근본적인 문화적 역할과 관련하여 장베토는 "밤의 남자" 또는 "야경꾼"을 의미하는 군어(Gun language)의 용어이다.
장베토는 때때로 매우 다채로운 색상으로 염색되는 건초, 라피아 또는 기타 실 같은 재료의 작은 가닥 덩어리로 만든 덮개를 사용한다. 전통에 따르면 그들은 무아지경에 빠질 수 있으며, 이는 사람들의 행동에 대한 특별한 지식을 갖고 있는 영혼이 그들의 몸에 거주할 수 있게 해준다고 한다. 그러나 오구 전설에 따르면 의상 아래에는 인간은 없고 오직 밤의 영혼만이 있을 뿐이라고 한다.
오구 문화에서 장베토족은 지역 사회의 전통적인 경비원 또는 경찰이다. 그들은 장베토 또는 부두교 숭배자들과 헌신자들만이 엄격하게 참석할 수 있는 비밀 결사를 형성한다고 한다. 장베토는 해를 끼치지 않고 유리 파편을 삼키고 마녀도 겁주는 등 영매술적이고 마법적인 능력을 가진 것으로 간주된다. 무아지경에 빠진 장베토는 인간이 출현하기 오래 전에 지구에 살았던 힘을 불러일으키고 오구족에게 지혜와 지속성의 원천을 제공한다고 한다.
장베토를 중심으로 만들어진 정교한 축제는 서아프리카 전역의 다양한 오구 공동체에서 정기적으로 개최된다. 가장 인기 있는 것은 베냉 공화국의 포르토노보와 나이지리아 라고스의 아지도에서 개최되는 것들이다. 이 축제는 다채로운 전시, 짜릿한 공연, 장베토 안에 있는 남자의 마술로 구성된다.